# Titelles als Països Catalans

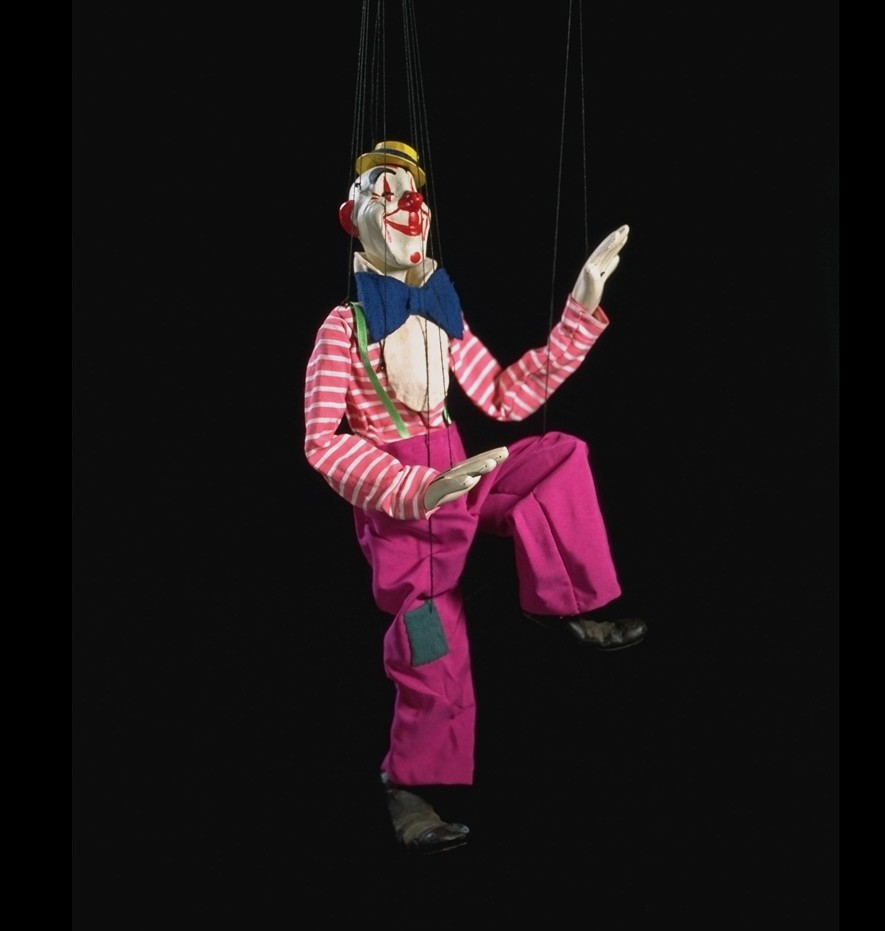
Marioneta de pallasso, de nom Pompilio, de 1937, del fons Tozer del Centre de Documentació i Museu de les Arts Escèniques

L'espectacle dels titelles, ombres i objectes ja es troba a les primeres civilitzacions. Un art universal que, al llarg de la història, ha modificat i perfeccionat la posada en escena. Avui dia, trobem diversos tipus de representacions segons la tècnica emprada.

## Teatre de titelles
Sovint es considera, el teatre de titelles, un espectacle exclusivament per a infants, però no és ben bé així. Durant molts segles ha anat destinat als adults: lligats a determinats rituals de caràcter religiós, ja trobem titelles a les primeres civilitzacions (l'Índia, la Xina, l'illa de Java, Egipte, Grècia, Roma i a les cultures del nord d'Europa i dels indis d'Amèrica del Nord). Els déus de les societats primitives parlaven per boca d'ídols, màscares i tòtems. Des dels temps més remots, el nostre inconscient ha trobat en aquests éssers inanimats una projecció de l'ésser humà, una manera incruenta de dialogar amb la mort i amb les forces desconegudes.
Al teatre de titelles, titellaires i públic juguen a fer veure que els objectes es personifiquen. Al segle XXI –en paraules del filòsof mexicà Víctor Molina–, titelles, marionetes, ombres, objectes, autòmats i robots continuen parlant des d'allò que no té parla i sobre allò de què no es pot parlar. En efecte, en èpoques de censura política i/o religiosa, en totes les cultures els titelles han qüestionat i qüestionen els poders civil, polític, militar i religiós.
Els titelles tradicionals es representen al castellet, una estructura que conté la boca d'escenari sota la qual, invisibles al públic, treballen els manipuladors. Els titellaires de fil, també ocults, se situen sobre un pont per tal de tenir les mans més amunt de la boca de l'escenari. Antigament, els titellaires donaven veu als titelles mitjançant la llengüeta, un estri que es col·locaven entre llengua i paladar.
Una obra per a titelles se sustenta en un argument d'estructura aristotèlica, és a dir, amb presentació, nus i desenllaç, i l'única diferència amb el teatre d'actors és que el manipulador parla per boca d'uns personatges inanimats que, tanmateix, compleixen sistemàticament la regla elemental de la comunicació: emissor-missatge-receptor.
Actualment, aquest art mil·lenari i essencialment popular viu un important procés de diversificació multidisciplinari que l'entronca amb l'art contemporani. Un fet que demostren els espectacles del català Marcel·lí Antúnez, alguns espectacles del francès Philippe Genty o de l'australiana Nola Rae, els guinyols d'algunes cadenes de televisió, els animals mecànics de la companyia Sarruga o el teatre visual de l'americà Robert Wilson.

## Tipus de titelles

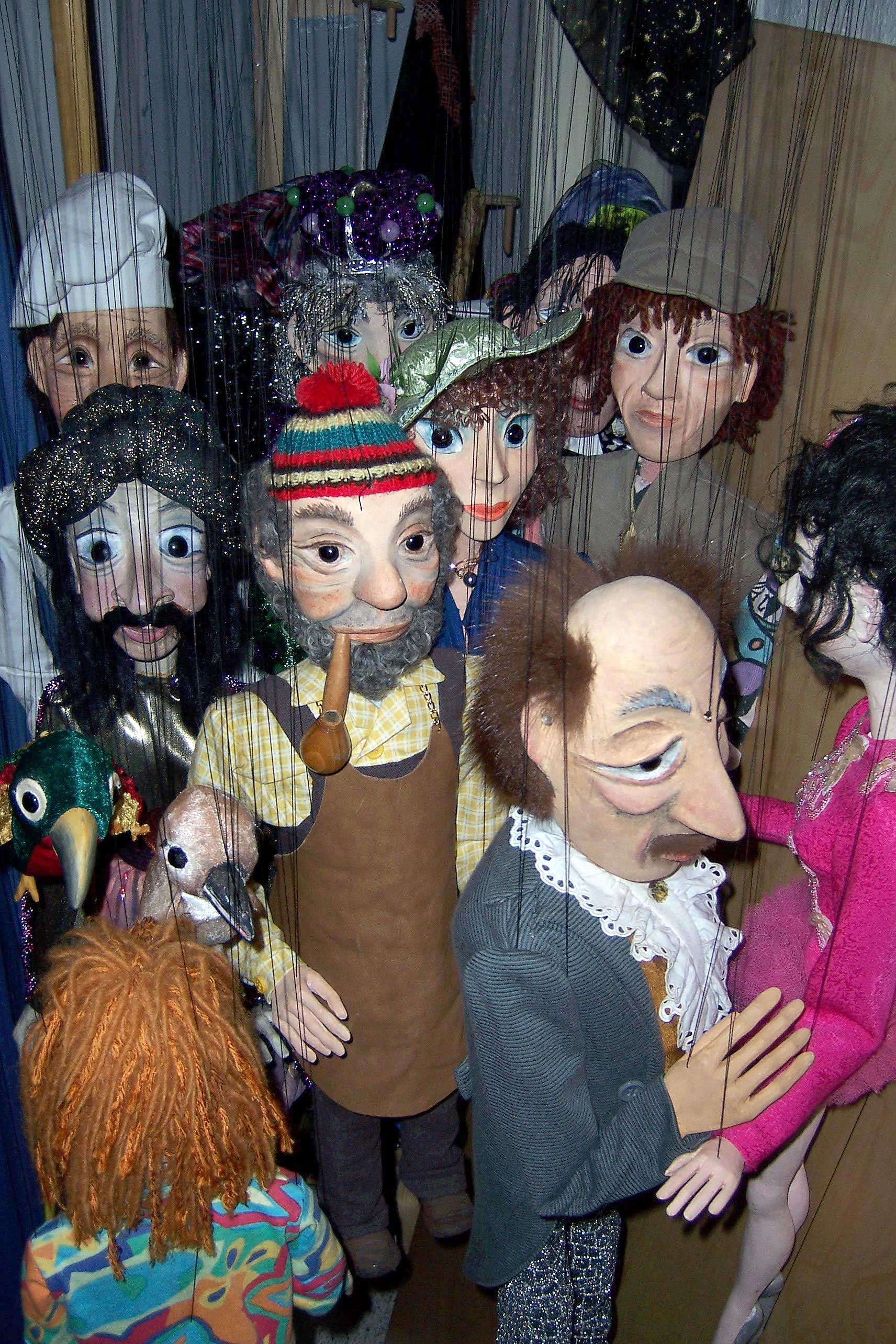
Marionetes

Pel que fa a les tècniques de manipulació titellaire, cada cultura ha creat les seves, que el pas dels anys i el consegüent intercanvi artístic han universalitzat. Avui podem classificar la manipulació de titelles en:
- Titella de guant. Animat per la mà (o mans) del manipulador. Cal distingir entre el guinyol (guignol lionnais) i el putxinel·li català. En el guinyol, el dit índex del manipulador acciona el cap i el polze fa anar el braç esquerre. Amb els altres dits, el manipulador belluga el braç dret del titella i quan cal en mou el vestit. Amb la mateixa tècnica s'accionen els Punch & Judy anglesos. En els titelles tradicionals xinesos, més petits que els occidentals, el dit menovell s'ocupa del braç dret, mentre que el mitger i l'anular donen expressivitat al vestit.
- Putxinel·li (titella català). Construït d'una peça massissa de fusta de til·ler que engloba cap, espatlles i pit. És de mida una mica més gran i d'aparença més humana que el guinyol –i més pesat de manipular–. Els dits polze i menovell del titellaire fan moure els braços, i els tres dits del mig controlen el cap. El nom ‘putxinel·li’ deriva directament del napolità Pulcinella.
- Titella de fil (marioneta). Accionat des de dalt per una creu (control), on pengen els fils que dirigeixen cadascun dels moviments. El nom ‘marioneta’ ve del francès, derivat de la dama protagonista, homònima en les tradicions francesa (Marionnette) i catalana (Marieta).
- Titella de tija. Suspès des de dalt, un o tots dos braços es mouen amb tija. En són exemples els pupi armati sicilians i els titelles de Lieja, que s'hi inspiren.
- Tirisiti valencià. Mogut des de sota l'escenari, es desplaça per un entramat de guies.
- Robertos i Bonecos (Portugal). Tot i que els últims anys han adaptat innovacions tecnològiques, els tradicionals de Santo Aleixo, traslladats a l'illa de Madeira en l'època colonial, són accionats per tiges i l'escenari se sol il·luminar amb espelmes.
- Titella de cos. El manipulador dona vida als personatges caracteritzant-se diferents parts del cos (dits, mans, peus, genolls, etc.).
- Titella portat. Molt més gran que el titella de guant i la marioneta, s'emplaça sobre les espatlles del titellaire, que l'acciona mitjançant tiges.
- Ninot. Figura animada des de dintre: els Ogoh-Ogoh balinesos, els Teletubbies de la BBC i, més a prop, els ninots de l'espectacle Mori el Merma de Teatre de la Claca, del 1978.
- Titella d'aigua. Tècnica tradicional del Vietnam. Com que els titellaires els manipulen mitjançant tiges submergides, sembla que els personatges es mouen totss sols damunt l'aigua, amb un gran efecte màgic.
- Bunraku. Tècnica originària del Japó. Els titelles són accionats per manipuladors vestits de negre, que, segons la il·luminació, poden restar ocults o vistos pel públic.
- Objectes. Aquesta tècnica es basa en la utilització antropomòrfica dels objectes més variats (sabates, barrets, ossos, troncs, pedres, etc.).

## Teatre d'ombres
En un altre ordre de coses, el teatre d'ombres, originàries de l'Orient, es va estendre per tota la conca mediterrània, va penetrar a la Itàlia del segle xvii i es va expandir per Europa durant el XVIII i el XIX. El 1780, l'alemany Brunn presenta ombres a València. Del 1887 al 1897, Henri Rivière fa ombres al cabaret parisenc Le Chat Noir –on col·laboren els catalans Pere Romeu i Miquel Utrillo, posteriors factòtums de la cerveseria modernista Els Quatre Gats–. Molt abans, el 1640, el jesuïta alemany Kircher havia descobert el principi de la llanterna màgica, perfeccionat anys més tard per l'holandès Huygens en imprimir moviment a les figures. La llanterna màgica i les ombres són el precedent directe del cinematògraf.